# 아나톨리아인
아나톨리아인(Anatolian people)은 오늘날 튀르키예의 아나톨리아 반도에 존재했던 인도유럽인 집단으로, 인도유럽어족에 속하는 아나톨리아어파를 사용했다. 아나톨리아인들은 개별 인도유럽족의 기원을 제공한 원시 인도유럽 공동체에서 분리된 최초의 인도유럽인 중 하나였기 때문에 이 민족은 가장 오래된 인도유럽어족 집단 중 하나이자 가장 고풍스러운 민족 중 하나였다.

## 역사

### 기원

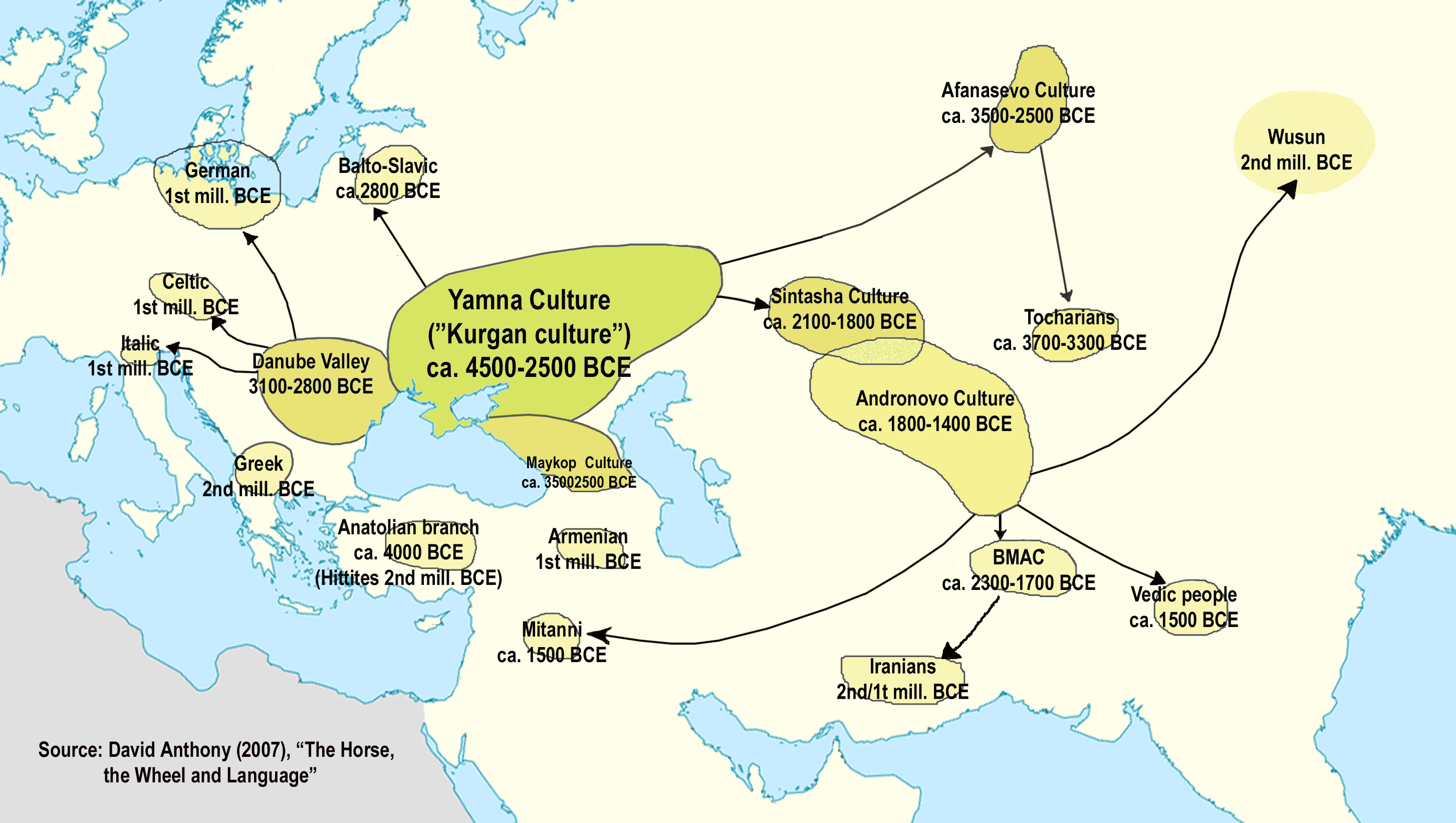
데이비드 W. 안토니의 말, 바퀴, 그리고 언어에 설명된 인도-유럽 이주

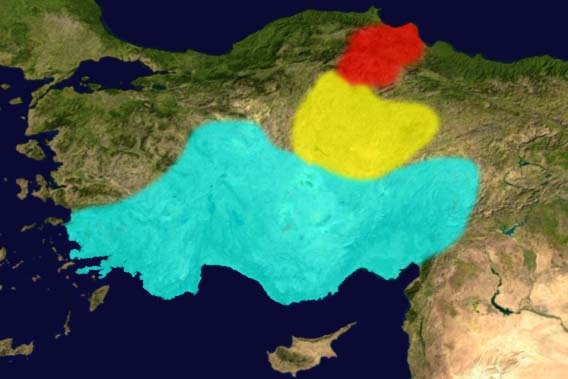
지도 1: 2천년기의 아나톨리아인 기원전; 파란색: 루위아인, 노란색: 히타이트인, 빨간색: 팔라인.

아나톨리아인들은 동쪽으로 이주한 원시 토하라인과 함께 유라시아 대초원에서 나온 최초의 알려진 인도유럽 이민자들의 물결을 구성했다. 그들은 BC 3000년경에 북쪽에서 발칸반도나 캅카스를 거쳐 아나톨리아에 도착했을 가능성이 높다. 이 운동은 아직 고고학적으로 측정되지 않았다. 그들은 마차를 가지고 있었지만 인도유럽인들이 전쟁을 위해 전차를 사용하는 법을 배우기 전에 이주했을 것이다. 히타이트어의 농업 용어를 다른 인도유럽어족 하위 집단과 비교하면 아나톨리아인들이 공통 농업 명명법이 확립되기 전에 다른 인도유럽인들으로부터 분리되었다는 것을 알 수 있으며, 이는 그들이 공통의 길을 통해 결속력 있는 민족으로서 근동에 들어왔음을 시사한다.
아나톨리아인들은 지역 선주민들이 이미 도시를 세웠고, 글을 읽을 줄 아는 관료제를 세웠으며, 왕국과 왕궁 숭배를 확립한 지역에 들어온 침입자였다. 일단 그들이 이 지역에 들어오자 지역 주민들, 특히 해티인의 문화는 그들에게 언어적, 정치적, 종교적으로 상당한 영향을 미쳤다. 크리스토퍼 벡위스는 아나톨리아인들이 다른 인도유럽인 집단으로부터 맞서기 위해 해티인들에 의해 고용된 후 처음에 아나톨리아에서 발판을 마련했다고 주장한다.

### 청동기 시대

지도 2: 주요 정착지가 있는 아나톨리아 / 소아시아 (기원전 1200년경)의 후기 청동기 시대 지역.

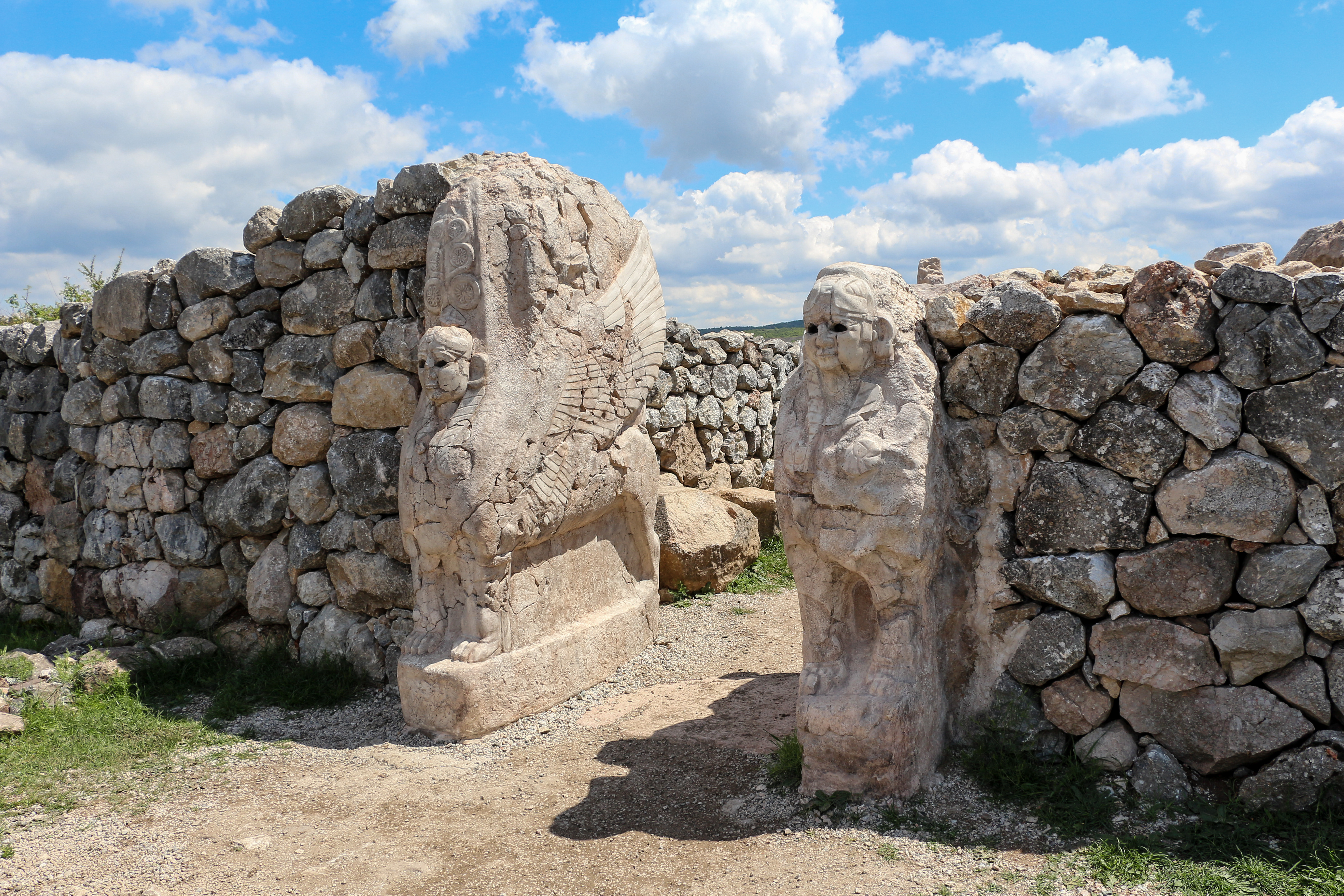
히타이트 제국의 수도인 하투샤의 스핑크스 관문 입구.

아나톨리아인들의 초기 언어 및 역사적 증명은 기원전 19세기 카네쉬에서 아시리아 상업 문서에 언급된 이름이다. 카네쉬는 당시 아시리아와 아나톨리아 전쟁 국가 간의 무역을 감독하는 아시리아 상인망의 중심이었다. 이것은 확실히 도시에 거주하는 아나톨리아인의 힘을 증가시켰다.
히타이트는 아나톨리아인들 중에서 가장 잘 알려진 민족이다. 히타이트인들은 원래 카네쉬의 수도를 따서 스스로를 네쉬인으로 불렀고, 히타이트인들은 그 후 해티인의 수도인 하투샤를 점령했다. 그 후 히타이트어는 점차 아나톨리아에서 우세한 언어로서 해티어를 대체했다. 기원전 17세기에 히타이트는 아나톨리아의 여러 독립적인 해티 왕국들을 통합하여 중동 제국을 건설하기 시작했다. 그들은 무르실리 1세 때 바빌론을 약탈하고 아시리아 도시들을 점령했으며 고대 세계 최대의 병거 전투인 카데시 전투에서 이집트 제국과 맞서 싸웠다. 그들의 제국은 기원전 12세기 후기 청동기 시대의 붕괴와 함께 사라졌다. 히타이트어는 히타이트 지배층의 언어였기 때문에 제국과 함께 사라졌다.
또 다른 아나톨리아 집단으로는 초기 청동기 시대에 남서부 아나톨리아로 이주한 루위아인이 있었다. 루위아어는 히타이트어와 달리 해티어에서 차용한 단어가 포함되어 있지 않으므로 처음에는 서부 아나톨리아에서 사용되었음을 나타낸다. 루위아인들은 넓은 지역에 거주했으며 그들의 언어는 히타이트 제국의 붕괴 이후에 사용되었다.

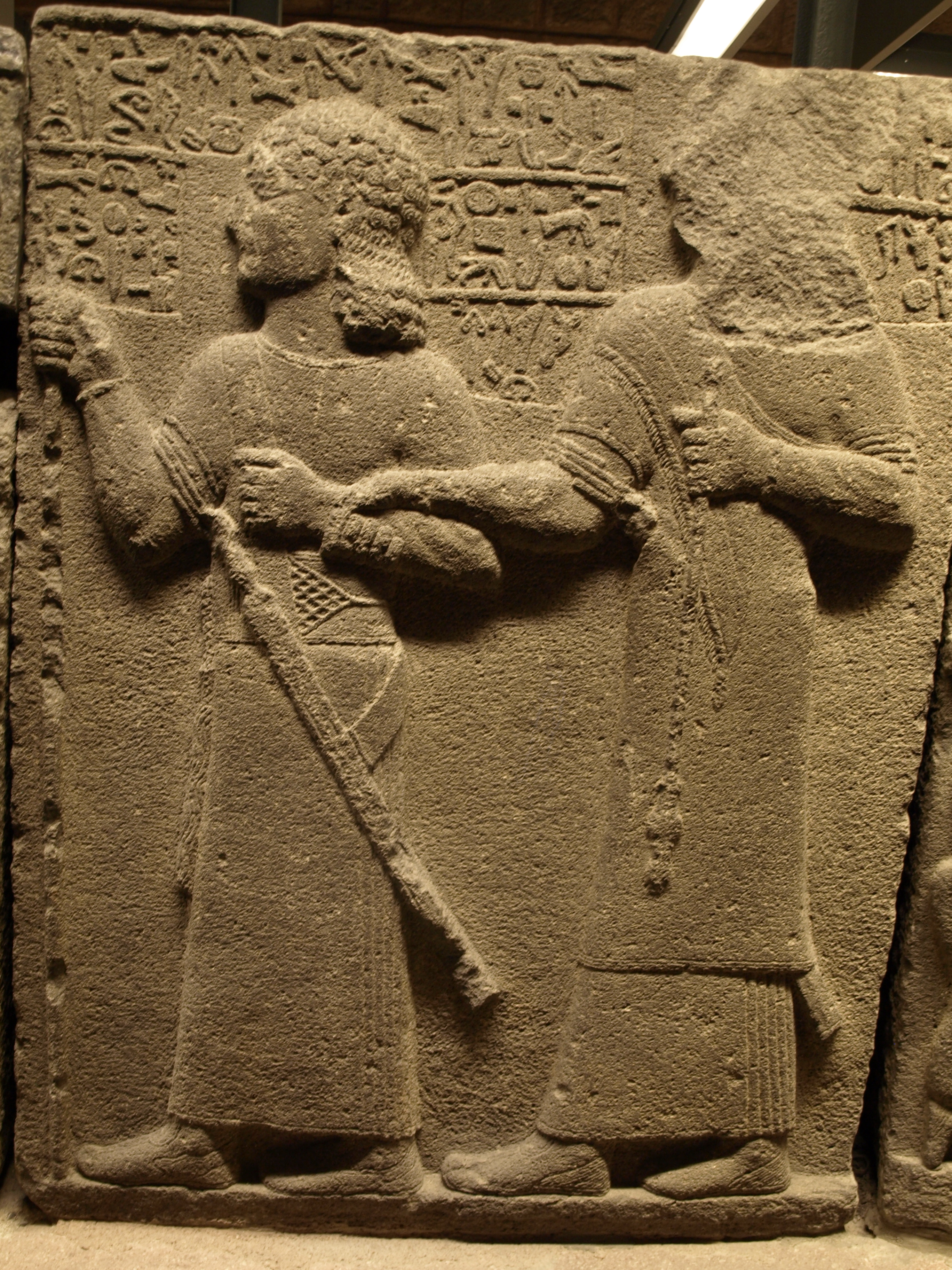
기원전 8세기 루위아인의 신히타이트 국가 카르케미시의 통치자 야리리와 카마니(그 이름에도 불구하고, 신히타이트는 히타이트가 아닌 압도적으로 루위아인들로 이루어져 있었다).

가장 잘 알려지지 않은 아나톨리아인 집단은 아나톨리아 북부의 팔라 지역에 거주하는 팔라인들이었다. 이 지역은 아마도 이전에 해티인들이 거주했을 것이다. 팔라인들은 기원전 15세기에 카스카족의 침략과 함께 사라졌을 가능성이 있다.

### 철기 시대

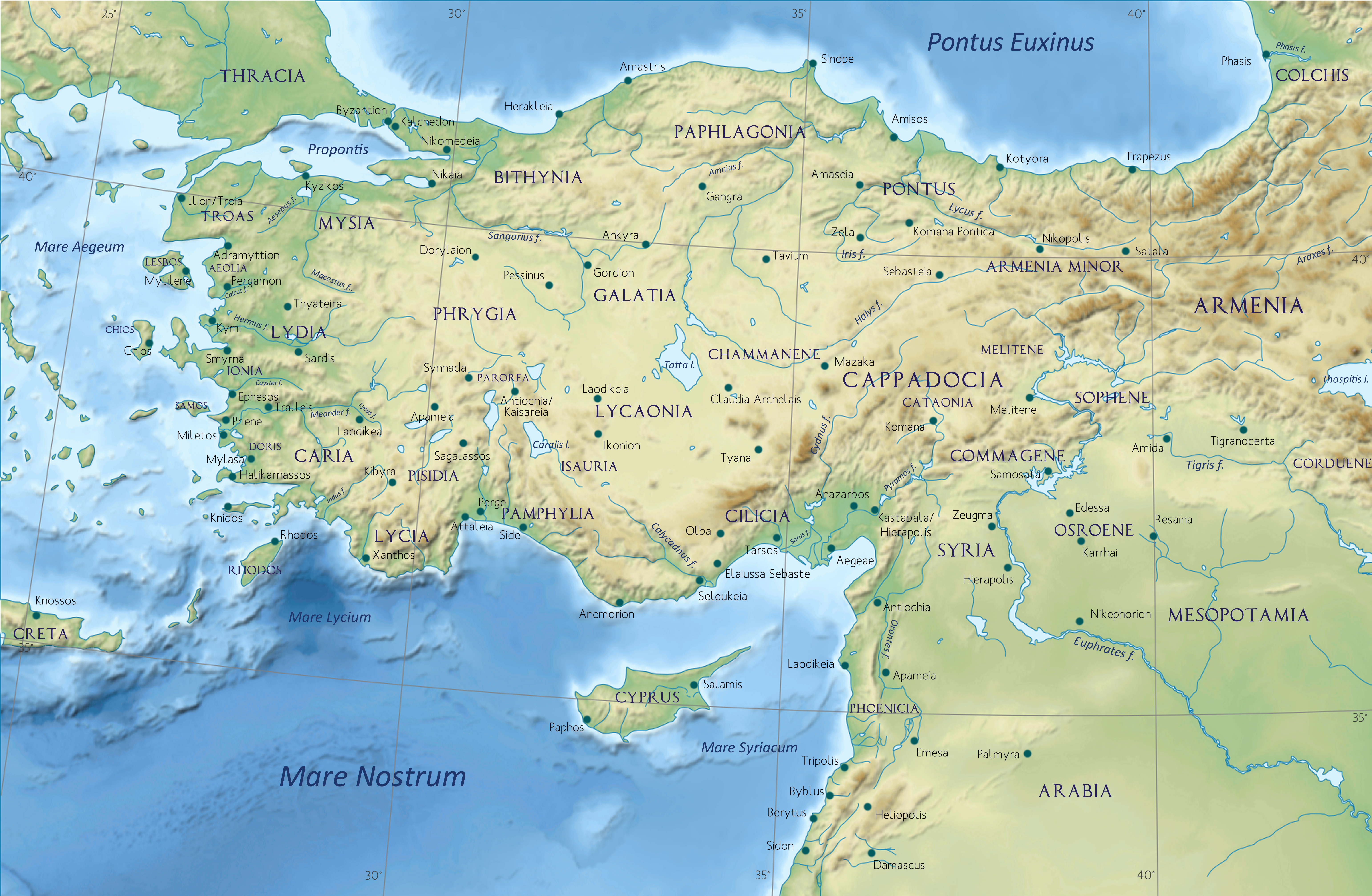
지도 3: 그리스-로마 시대의 아나톨리아 / 소아시아. 고전적 지역과 주요 정착지(기원전 200년경).

청동기 시대가 무너진 후 신히타이트의 여러 소왕국들이 기원전 8세기까지 살아남았다. 이후 철기 시대에는 리키아인, 리디아인, 카리아인, 피시디아인 등이 아나톨리아어를 사용했다. 이 언어는 기원전 3세기 헬레니즘 시대에 대부분 멸종되었지만, 일부 잔재가 늦게까지 생존했을 수도 있는데, 이사우리아어는 고대 후기까지 살아남았을 수 있으며 장례식 비문은 서기 5세기까지 기록되었다.

## 법
아나톨리아인들의 더 잘 알려진 법률은 판례법으로 공식화된 히타이트 법이었다. 이 법은 주제에 따라 그룹으로 구성되었다(8개의 주요 그룹). 히타이트 법은 사형에 대한 혐오를 보여주는데, 이는 강제 노동하는 노예가 심각한 범죄에 대한 일반적인 형벌이지만, 일부 심각한 범죄의 경우에는 사형이 적용되었다는 것에서 확인할 수 있다.

## 같이 보기
- 미탄니
- 힉소스
- 마르얀누

## 참고 문헌
- Anthony, David (2007). 《The Horse, the Wheel, and Language: How Bronze-Age Riders from the Eurasian Steppes Shaped the Modern World》. Princeton University Press. ISBN 978-0-691-05887-0.
- Beckwith, Christopher I. (2009). 《Empires of the Silk Road: A History of Central Eurasia from the Bronze Age to the Present》. Princeton University Press. ISBN 978-1-4008-2994-1. 2012년 10월 30일에 확인함.
- Fortson, IV, Benjamin W. (2011). 《Indo-European Language and Culture: An Introduction》. John Wiley & Sons. ISBN 978-1-4443-5968-8. 2012년 10월 30일에 확인함.
- Hock, Hans Heinrich; Joseph, Brian Daniel (1996). 《Language History, Language Change, and Language Relationship: An Introduction to Historical and Comparative Linguistics》. Walter de Gruyter. ISBN 3-1101-4784-X. 2012년 10월 30일에 확인함.
- Mallory, J. P. (1997). 《Encyclopedia of Indo-European Culture》. Douglas Q. Adams. ISBN 1884964982. 2013년 3월 23일에 확인함.
- Melchert, H. Craig (2012). “The Position of Anatolian” (PDF). 2010년 7월 9일에 원본 문서 (PDF)에서 보존된 문서.
- Sharon R. Steadman; Gregory McMahon (2011년 9월 15일). 《The Oxford Handbook of Ancient Anatolia: (10,000–323 BCE)》. Oxford University Press. ISBN 978-0-19-537614-2. 2013년 3월 23일에 확인함.

## 추가 자료
- Lazaridis, Iosif;  외. (August 2022). “The genetic history of the Southern Arc: A bridge between West Asia and Europe”. 《Science》 377 (6609). doi:10.1126/science.abm4247.